# Мост на крал Фахд
Мостът на крал Фахд (на арабски: جسر الملك فهد) е комбинирана (мостова и виадуктова) шосейна връзка между Хобар, Саудитска Арабия и островната държава Бахрейн. То е сред най-големите съоръжения от такъв вид в света.
Договорът за изграждането му е подписан на 8 юли 1981 г., а на 11 ноември 1982 г. е поставен първият камък от краля на Саудитска Арабия Фахд бин Абдул Азис и краля на Бахрейн Иса бин Салман ал-Халифа. Официално е открит за пътуване на 25 ноември 1986 г.
Проектът и изпълнението са изцяло финансирани от правителството на Саудитска Арабия и струва 1 милиард и 200 милиона щатски долара. При изграждането на съоръжението са използвани 350 000 куб. м бетон и 147 000 тона баластни материали.
Съоръжението се състои от 5 свързани участъка, които са с обща дължина около 16 мили (26 км), от които дължината на виадуктите е 12 430 м, а останалото са мостове. По-дългият мост е от Хобар до бахрейнския остров Ум ал-На'сан, а другият е до главния остров на Бахрейн.
Движението по моста става в 4 ленти – по 2 във всяка посока.
В бъдеще се предвижда съоръжението да продължи като Мост на дружбата между Бахрейн и Катар.